# Mais Uma Paixão
Mais Uma Paixão é o primeiro álbum de estúdio do grupo brasileiro de samba Sensação, lançado em 1992 pelo selo independente Chic Show / Five Star.

## Faixas
Lado A
1. Malas Prontas (Noca da Portela/Toninho Nascimento)
2. Um Dia (Carica/Reinaldinho/Arlindo Cruz) – participação especial: Arlindo Cruz
3. Socorro (Prateado/Luizinho SP/Carica)
4. Quem Não Dança (Carica/Prateado/Luizinho SP) / Madrugada (Carica/Prateado/Luizinho SP)
5. Oya (Canto de Oração) (Carica/Prateado)
6. Apelo (Prateado)

Lado B
1. Mais Uma Paixão (Adilson Bispo/Zé Roberto)
2. Resto de Uma Saudade (Carica)
3. Na Mala na Vala (Arlindo Cruz/Marquinho PQD/Acyr Marques)
4. Amor Que Não Te Deixa (Adalto Magalha/Carica/Prateado)
5. Mania de Sofrer (Paquera/Carica/Luizinho SP/Chapinha/Naio)

## Integrantes
- Carica – banjo, cavaquinho
- Milton Conceição – cavaquinho
- João – pandeiro
- Cogumelo – percussão
- Gazu – repique de mão, tantã
- Reinaldinho – tantã
- Marquinhos – tamborim